# قافية ساكنة
القافية الساكنة هي التي تحدث بين بيتين أو أكثر عندما تتطابق الأصوات في الحروف الأخيرة بدءًا من الحرف المتحرك المُشدد. تُستخدم في جميع أنواع الأبيات.
مثال: يمكن رؤيتها في هذا العشرّي من نوع "إسبينيلّا" في "حكاية الذباب" لفليكس ماريا سامانييغو:
| إلى خلية عسل لذيذ A un panal de rica miel أتت ألفا ذبابة dos mil moscas acudieron ومن شدة نهمها ماتت que por golosas murieron عالقة بأرجلها فيه presas de patas en él. ذبابة أخرى في قطعة حلوى Otra mosca en un pastel دفنت لذتها enterró su golosina. وهكذا، إن تأملت جيدًا، Así, si bien se examina, قلوب البشر los humanos corazones تموت في سجون perecen en las prisiones الرذيلة التي تهيمن عليها. del vicio que los domina. |

كما يمكن ملاحظته، "مِيل" تقافي "إل él" و"باستيل pastel"، "أكودييرون مع مورييرون acudieron con murieron"، "غولوسينا إخسامينا golosina con examina " و"دومينا وكوراثونيس مع بريسيونيس domina y corazones con prisiones".
مثال آخر: "حياة الميناء" للشاعر التشيلي كارلوس بيثوا فيليز.
| لمن يحلمون بالمجد والشهرة A los que sueñan renombre y gloria ويفطرون ببومة صغيرة y hacen su almuerzo con un pequén فلعل هذه النقانق الحالمة pueda que suela causarles risa¡ تثير فيهم الضحك esta romántica longaniza وهي تليق بوحي بول فرلين !digna del estro de Paul Verlaine |
| --- |

في هذه الحالة، تتقافى "risa" مع "longaniza"، لأن في أمريكا تُنطق الـ"s" و"z" بنفس الصوت. وتتقافى أيضًا "pequén" مع "Verlaine"، لأن النطق المعرب لهذا الاسم هو [برلين].